# Cuddalore
Cuddalore (o Gudalur, Kudalur) è una suddivisione dell'India, classificata come municipality, di 158.569 abitanti, capoluogo del distretto di Cuddalore, nello stato federato del Tamil Nadu. In base al numero di abitanti la città rientra nella classe I (da 100.000 persone in su).

## Geografia fisica
La città è situata a 11° 45' 0 N e 79° 45' 0 E al livello del mare.

## Società

### Evoluzione demografica
Al censimento del 2001 la popolazione di Cuddalore assommava a 158.569 persone, delle quali 80.113 maschi e 78.456 femmine. I bambini di età inferiore o uguale ai sei anni assommavano a 16.429, dei quali 8.452 maschi e 7.977 femmine. Infine, coloro che erano in grado di saper almeno leggere e scrivere erano 120.182, dei quali 65.072 maschi e 55.110 femmine.